# Казимир Гайдош
Казимир Гайдош (чеськ. Kazimír Gajdoš, 28 березня 1934 — 8 листопада 2016, Братислава) — чехословацький футболіст, що грав на позиції нападника, зокрема, за клуби «Татран» та «Інтер» (Братислава), а також національну збірну Чехословаччини.
Дворазовий чемпіон Чехословаччини. 

## Клубна кар'єра
У футболі дебютував виступами за команду «Татран». 
У 1955 році виграв чемпіонське звання в складі «Слована» з Братислави.
Згодом перейшов до клубу «Інтер» (Братислава). У його складі вдруге виборов титул чемпіона Чехословаччини. Завершив професійну кар'єру футболіста виступами за команду «Інтер» (Братислава) у 1964 році.

## Виступи за збірну
1957 року дебютував в офіційних матчах у складі національної збірної Чехословаччини. Протягом кар'єри у національній команді провів у її формі 4 матчі.
Був присутній в заявках збірної на чемпіонаті світу 1954 року у Швейцарії і чемпіонаті світу 1958 року у Швеції, але на поле не виходив.
Помер 8 листопада 2016 року на 83-му році життя у місті Братислава.

## Титули і досягнення
- Чемпіон Чехословаччини (2):

«Слован» (Братислава): 1954-1955
«Інтер» (Братислава): 1958-1959